# Abbaye de Saint-Pantaléon
L'abbaye de Saint-Pantaléon ou abbaye de Notre-Dame de Saint-Dizier est une ancienne abbaye cistercienne de femmes, située à Saint-Dizier, dans la Haute-Marne, en région Grand Est (ex-région Champagne-Ardenne).

## Histoire
Elle est fondée en 1227 par Guillaume de Dampierre, seigneur de Dampierre, Saint-Dizier et de Moëslains, et de sa femme Marguerite de Flandre sous le nom d'abbaye de Notre-Dame de Saint-Dizier. Le nom d'abbaye de Saint-Pantaléon semble plus récent, ce qui laisse à penser que ce saint était le patron secondaire de cette communauté.
Guillaume de Dampierre et Marguerite de Flandre seront plus tard inhumés dans cette abbaye.
Cette fondation fut ratifiée en 1246 puis en 1252 par Guillaume et Jean leurs fils.
Mais l'abbaye n'aurait pas été facile à gérer et en 1747, l'abbaye fut supprimée et ses biens furent unis à l'Abbaye Saint-Jacques de Vitry, malgré l'opposition des religieuses et des habitants.
Les religieuses de Saint-Dizier furent alors incorporées à l'abbaye Saint-Jacques de Vitry-en-Perthois.

## Liste des abbesses
- Aalis ou Alix, abbesse en 1227.
- Isabelle, abbesse en 1237.
- Jeanne Ire de Brousseval, abbesse en 1446 où elle meurt.
- Ameline, en 1461 abbesse où elle meurt.
- Jeanne II Certaine, abbesse en 1480.
- Mariette Guy, abbesse en 1500.
- Germaine d'Anguin, abbesse en 1511.
- Antonie de Cuyer de Fontaine, abbesse en 1543.
- Audette ou Odette de Fréneau, abbesse en 1556.
- Jeanne III de Richebourg, abbesse en 1580.
- Anne Ire de Vaux, abbesse en 1588.
- Anne II de Sommière ou Sommyèvre, abbesse en 1601 et 1605.
- Claude ou Claudia d'Augicourt, abbesse en 1613.
- Renée de Floranville, abbesse en 1631.
- Anne III Yanowitz de Besmes, fille du gouverneur de Saint-Dizier et petite-fille de l'assassin de Coligny, abbesse en 1634, fut reléguée parmi les filles pénitentes, en vertu d'une certaine accusation portée contre elle, mais déclarée innocente, elle se rendit en l'abbaye de Saint-Jacques de Vitry, puis fut réintégrée dans sa charge d'abbesse de Saint-Dizier vers 1650, et enfin elle devint abbesse de Saint-Jacques de Vitry.
- Barbe Yanowitz de Besmes, sœur de la précédente, qui lui succède et gouverne en 1669.
- Marie-Thérèse de Courcelles, abbesse vers 1675, abdique sa charge par humilité pour se vouer aux plus bas emplois du monastère jusqu'à sa mort en 1685.
- Innocente-Angélique d'Hennin Liétard de la Roche, réformatrice de l'abbaye, abdique ses fonctions en 1684 et mourut en 1701.
- Jeanne-Françoise Duchesne, abbesse de 1684 à 1730 où elle meurt.
- Madeleine Duchesne, nièce de la précédente, coadjutrice depuis 1717 environ, puis abbesse de 1730 à 1747 où l'abbaye fut annexée à celle de Saint-Jacques de Vitry, dont elle dépendait.

## Sources
- L'abbé Roussel, Le diocèse de Langres : histoire et statistique, 1875.
- Émile Jolibois, La Haute-Marne ancienne et moderne, 1858.